# Великий Степ (село)
Вели́кий Степ — село в Україні, у Самгородоцькій сільській громаді Хмільницького району Вінницької області. Населення становить 138 осіб.

## Відомі люди
- П'ятаченко Григорій Олександрович — український державний і політичний діяч, 2-й Міністр фінансів України.